# Ambulyx kuangtungensis
Ambulyx kuangtungensis là một loài bướm đêm thuộc họ Sphingidae. Nó được tìm thấy ở miền nam Trung Quốc, miền bắc Thái Lan, miền bắc Việt Nam và Đài Loan.
Sải cánh dài 65–80 mm.

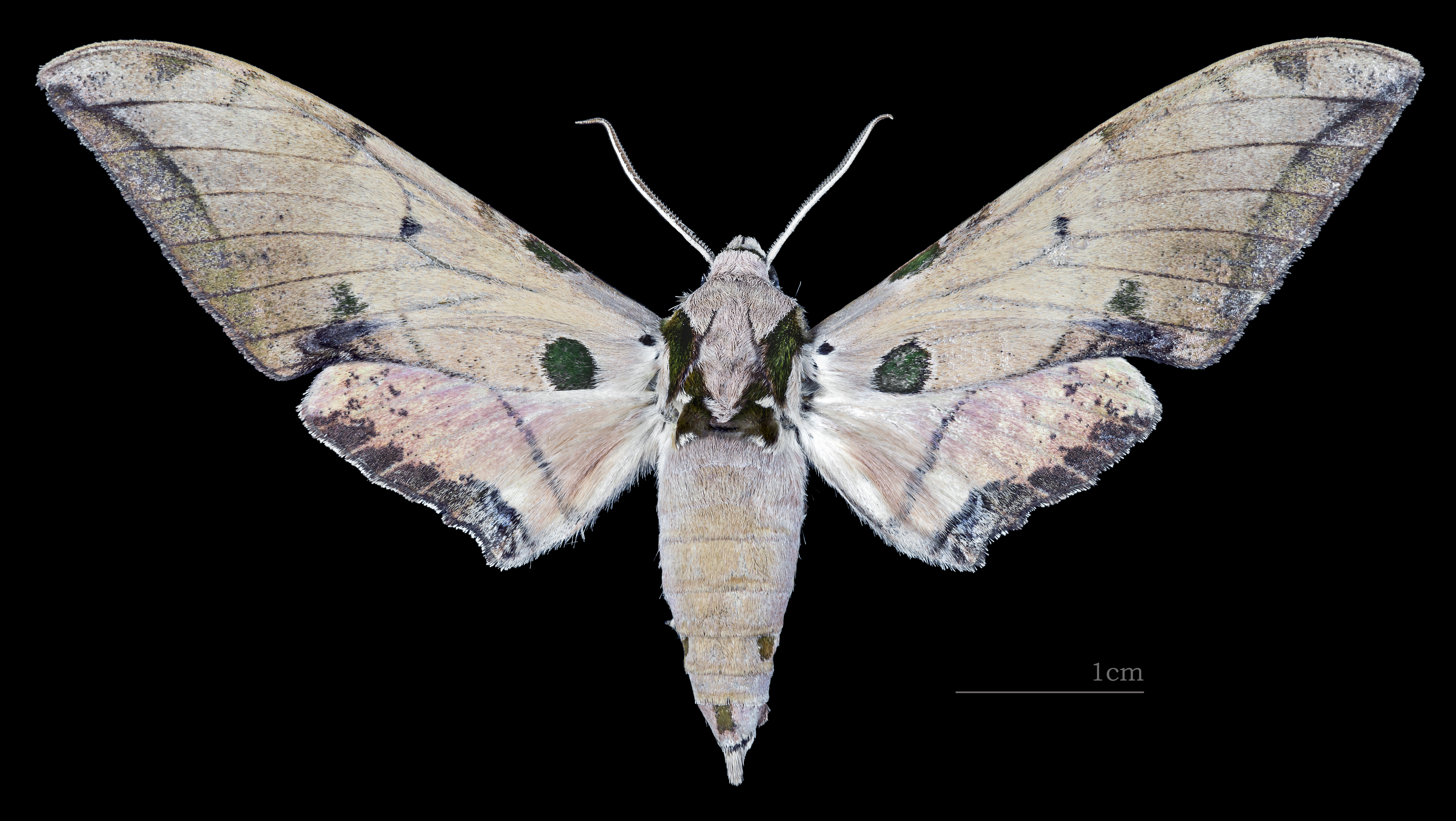
♂
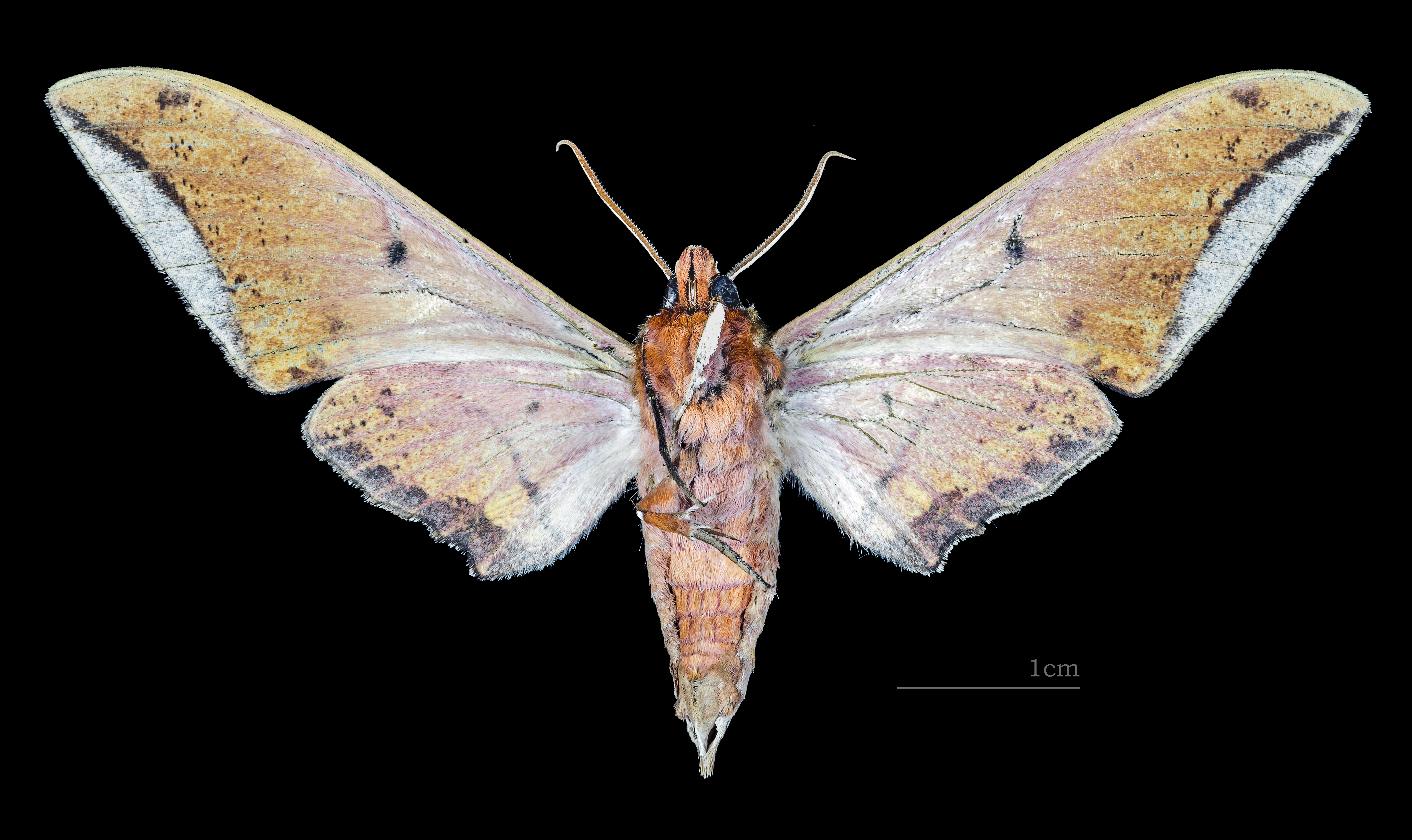
♂ △
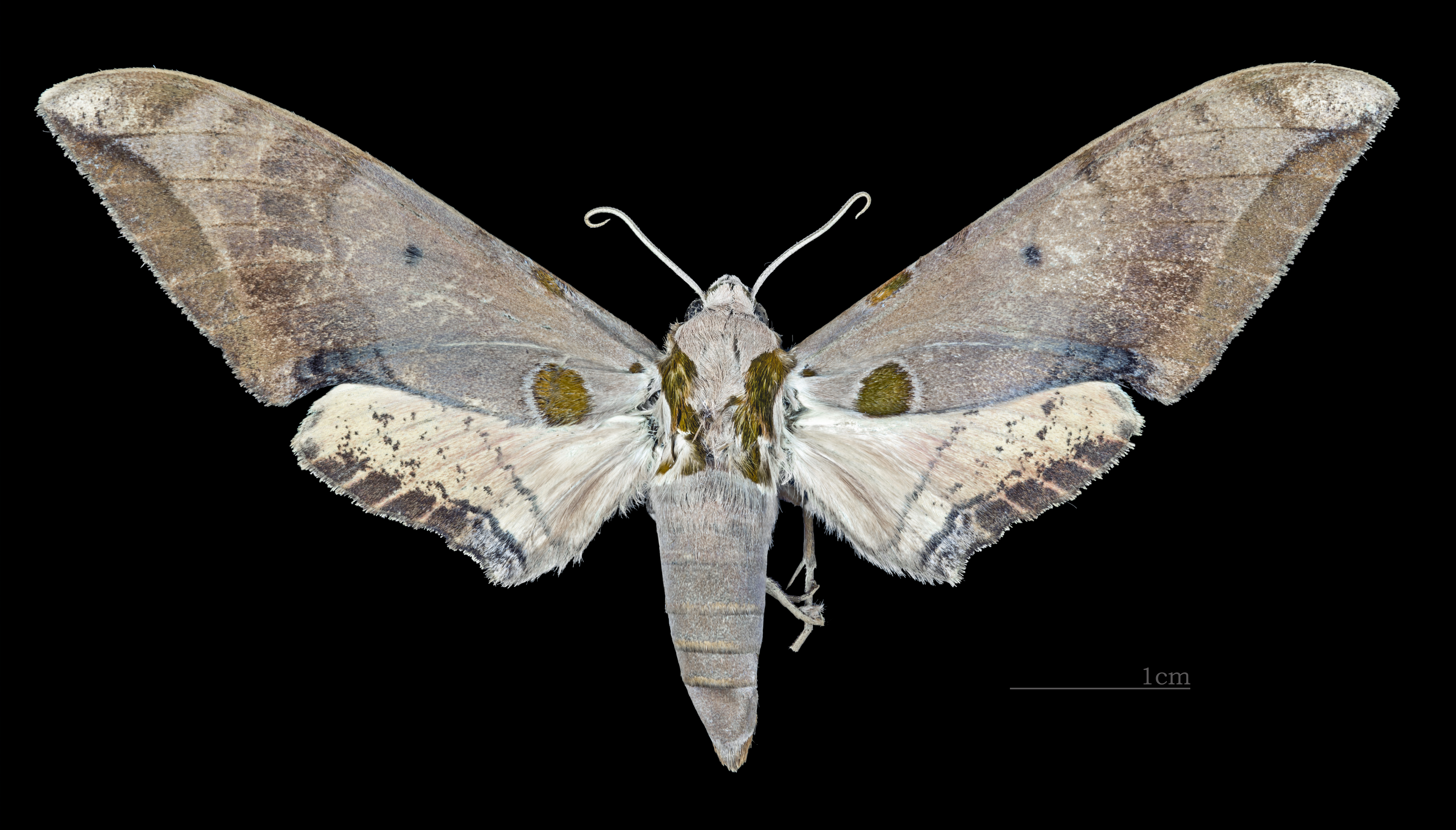
♀
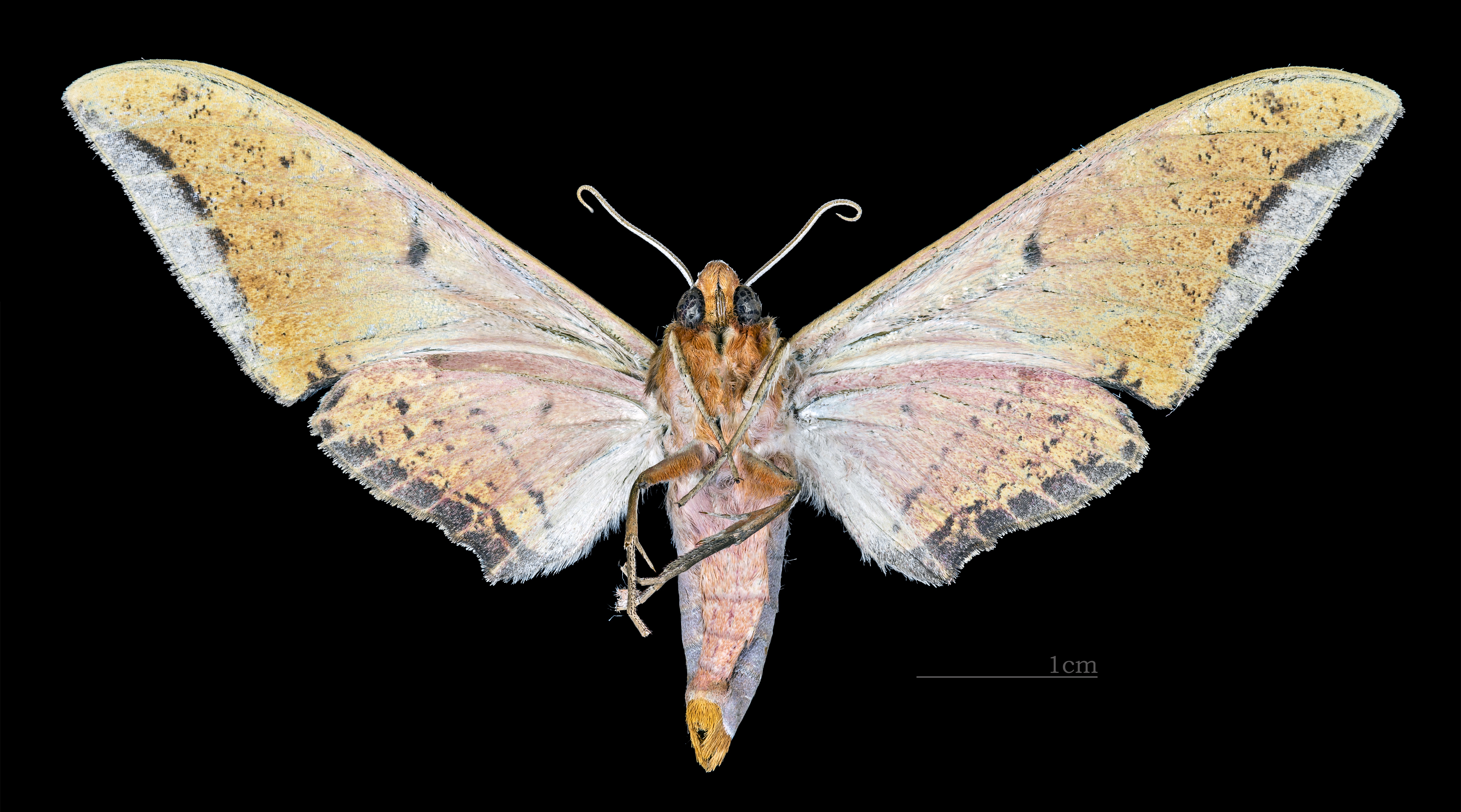
♀ △

Ấu trùng ăn Choerospondias axillaris in Guangdong.